# 金甌 (嘉靖進士)
金甌（1515年—？），字汝相，號滟湖，直隸廬州府六安州人，民籍，明朝政治人物。

## 生平
嘉靖二十八年己酉科（1549年）應天府鄉試第六十三名舉人。嘉靖三十五年（1556年）中式丙辰科會試第二百二十一名，三甲第一百二十一名進士。户部观政，授湖广石首县知县，三十九年升户部主事，四十二年謫郑州判官，四十三年升太仆寺寺丞，隆慶元年（1567年）升工部员外郎，三年五月升贵州按察司佥事。

## 家族
曾祖金鐸；祖父金宣，壽官；父金魚，壽官、赠太仆寺寺丞。母陳氏，封太安人。兄金闕、弟金臺（生员）、金魁、金阁、金殿。